# Fontaine Wimmer
Pour les articles homonymes, voir Wimmer.
La fontaine Wimmer(en tchèque: Wimmerova kašna)  est une fontaine sculptée se trouvant place du Marché au charbon, dans la Vieille Ville de Prague, en République Tchèque.